# ایرج خواجه‌نصیری
ایرج خواجه نصیری (زاده ۱۳۱۰ در تهران) فیلمبردار و تدوینگر فیلم اهل ایران است. 
در سال ۱۳۴۲ جهت مطالعهٔ امور چاپ و لابراتوار به مونیخ در آلمان غربی عزیمت نمود و در لابراتوار «باواریا فیلم» مونیخ مشغول به کار شد

## فعالیت‌ها
- فعالیت در سینما از ۱۳۳۱ به عنوان دستیار فیلم‌بردار و دستیار متصدی چاپ در لابراتوار استودیو پارس فیلم
- فیلم‌بردار فیلم‌های خبری از ۱۳۳۰ برای شهرداری تهران، با همکاری موسی افشار، رضا بدیعی و فریدون قوانلو
- فعالیت مستقل به عنوان فیلمبردار از ۱۳۳۷ با شاباجی خانم

## فیلمبردار
1. گناه من چیست (۱۳۴۳)
2. انتقام روح (۱۳۴۱)
3. بیوه‌های خندان (۱۳۴۰)
4. تازه به دوران رسیده (۱۳۴۰)
5. دام عشق (۱۳۴۰)
6. آرشین مالالان (۱۳۳۹)
7. پسر دریا (۱۳۳۸)
8. شاباجی خانم (۱۳۳۷)

## تدوین
1. آراس خان (۱۳۴۲)
2. مردها و جاده‌ها (۱۳۴۲)
3. انتقام روح (۱۳۴۱)
4. اهریمن زیبا (۱۳۴۱)
5. سوداگران مرگ (۱۳۴۱)
6. کلاه مخملی (۱۳۴۱)